# Port lotniczy Santa Cruz
Port lotniczy Santa Cruz (ang. Santa Cruz Airport) – jeden z belizeńskich portów lotniczych, zlokalizowany w miejscowości Santa Cruz.